# Майлз «Тейлз» Прауер
Майлз Пра́уер (яп. マイルス・パウアー, англ. Miles Prower), більш відомий як Тейлз (яп. テイルス, англ. Tails) — персонаж відеоігор, мультфільмів і коміксів серії Sonic the Hedgehog, що випускається компанією Сеґа.
Тейлз — молодий (8 років) антропоморфний лис, найкращий друг їжака Соніка. Має два хвости, що дають йому можливість літати, крутячись, як пропелер. Вперше з’явився у 8-бітній версії гри Sonic the Hedgehog 2 16 жовтня 1992 року. Пізніше цього ж року з’явився і в 16-бітній версії. 
В той час як у Sonic the Hedgehog 2 Тейлз мав помаранчеве хутро, його колір став жовто-помаранчевим у Sonic Adventure, а потім світло-жовтим у Sonic Heroes. Тейлза разом з Соніком найчастіше показують у мультфільмі.